# پیبرن‌تاسویر
پیبرن‌تاسویر (انگلیسی: Pibrentasvir) یک عامل ضد ویروسی بازدارنده NS5A است. این دارو در ایالات متحده آمریکا و اروپا، برای استفاده با گلکاپرویر به‌عنوان داروی ترکیبی گلکاپرویر/پیبرنتاسویر (نام تجاری Mavyret در ایالات متحده و Maviret در اتحادیه اروپا) برای درمان هپاتیت ث تأیید شده‌است. این دارو توسط اب‌وی به فروش می‌رسد.